# بیلی فنتون
بیلی فنتون (انگلیسی: Billy Fenton; ۲۳ ژوئن ۱۹۲۶ – ۱۶ آوریل ۱۹۷۳) بازیکن فوتبال اهل بریتانیا بود.
از باشگاه‌هایی که در آن بازی کرده‌است می‌توان به باشگاه فوتبال بارنزلی، باشگاه فوتبال یورک سیتی، و باشگاه فوتبال بلکبرن روورز اشاره کرد.